# برج المتحدة
برج المتحدة هو برج تابع لشركة أبراج المتحدة القابضة افتتح في عام 2012م يتكون من 59 طابقاً ستخصص الأدوار العليا من البرج للمكاتب التجارية وللشركات الاستثمارية، بينما سيكون باقي البرج شققا سكنية، على أن تكون الأدوار الخمسة الأولى عبارة عن مجمع تجاري يضم العديد من الأسواق المختلفة و مواقف للسيارات.

## محتويات المشروع
ستخصص الأدوار العليا في البرج للمكاتب التجارية والشركات الاستثمارية، بينما سيكون باقي البرج شققا سكنية راقية، بمواصفات وتشطيبات فاخرة، على أن تكون الأدوار الأولى عبارة عن مجمع تجاري يضم العديد من الأسواق المختلفة ومواقف للسيارات، تيسيراً على قاطني ومرتادي البرج.
كما يحتوي برج المتحدة على مركز لرجال الأعمال (Business Center)، ستقدم فيه جميع الخدمات المتميزة، كما يضم أيضاً مركزاً صحياً ورياضياً مزوداً بأحدث الأجهزة المختلفة (Health Club)، كما سيتم إدخال أحدث وأفضل نظام طوارئ من أجل سلامة رُواد البرج، الذي سيكون مدعوماً بأحدث وأرقى أساليب الخدمات، وتقنيات المعلومات الذكية العالمية والحديثة، من إنترنت واستقبال للقنوات التلفزيونية الفضائية لتوفير جميع وسائل الراحة.